# Mode de production tributaire
Le mode de production tributaire est un concept forgé par des marxistes sur le caractère particulier de certains rapports de productions qui précèdent le mode de production capitaliste. Ce concept vient notamment de l'économiste Samir Amin qui avait proposé ce mode de production (ou cette famille de modes de production) dit « tributaire », qui englobait les différents systèmes où le prélèvement du "surtravail" procédait d'une autorité politique. Dans les modes de productions tributaire, la soumission d'une très large masse productive, paysanne et artisanale, permet de dégager un tribut grâce auquel peut vivre dans l'aisance, parfois dans le luxe, une certaine oligarchie détenant les armes et le contrôle des religions. Selon l'économiste Michel Beaud, cela serait par exemple le cas « des modes de productions esclavagistes, féodal, asiatique et africain »,. Les individus et les collectivités dominés et dépendants sont assujettis à un tribut, pouvant être par exemple seigneurial.
Le mode principal d'extorsion du « surtravail », c'est-à-dire le processus d'exploitation (et l'appropriation unilatérale du travail des producteurs par une classe dominante), de ce mode de production est donc de nature « tributaire » : rentes de diverses natures et de formes variées versées par la paysannerie à la noblesse, à l'Eglise, à l'Etat royal.
Selon le sociologue Serge Jonas, l'exemple du mode de production seigneurial (ou féodal) est connecté à celui du mode de production tributaire. Les rapports sont de seigneur à serf, attaché au domaine qui constitue l'unité dé production, ou encore de seigneur à sujet dépendant ; où le contrôle de la production se fait par les seigneurs, c'est-à-dire par une caste militaire, et où l'extraction du surplus se fait sous forme de corvée, redevance, tribut ou rente foncière.
L'économiste Samir Amin résume dans une formule ce qui distingue le mode de production tributaire à celui du mode de production capitaliste : dans le second, le pouvoir est mis au service de l’accumulation de richesses, tandis que dans le premier, ce sont les richesses qui sont mises au service de l’accumulation de pouvoir.